# 伊東祐弘

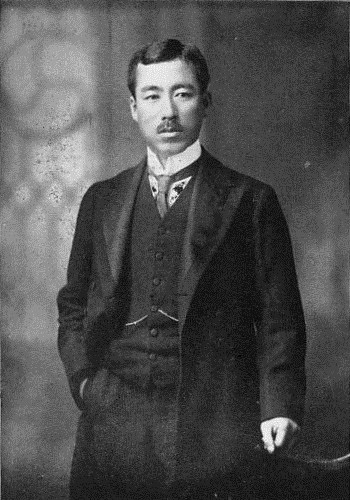
伊東祐弘

伊東 祐弘（いとう すけひろ、1880年（明治13年）3月23日 - 1931年（昭和6年）12月19日）は、日本の政治家、華族。貴族院子爵議員。

## 経歴
東京府出身。子爵・伊東祐帰の長男として生まれる。父・祐帰の死去に伴い、1894年（明治27年）5月15日、家督を相続し子爵を襲爵した。1907年（明治40年）東京帝国大学法科大学政治学科を卒業。
父は飫肥藩（宮崎県）最後の藩主であったが、祐弘は父の旧領地ではなく伊東氏発祥の地である静岡県伊東市に進出。現地に別荘を建てたり、伊東水力電気の第ニ代会長に収まるなどの活動を見せた。祐弘の資産形成は手堅く成功を収め、1912年（大正元年）には東京府の多額納税者となっている。
1911年（明治44年）7月10日、貴族院子爵議員に選出され、研究会に属して死去するまで在任した。また、道路会議議員、労働保険調査会委員、統制委員会委員、学習院評議会会員などを務めた。

## 栄典
位階
- 1926年（大正15年）5月1日 - 従三位[8]

勲章
- 1931年（昭和6年）5月1日 - 帝都復興記念章[9]

## 親族
- 妻 伊東経子（つねこ、松平康民四女）[1]
- 長男 伊東祐淳（貴族院子爵議員）[1]
- 妹 吉田彜子（吉田良正の妻）[1]